# 晏柔中
晏柔中 （Crystal Yen，1989年4月18日—），台灣新生代女演員、齊心娛樂 Happy Together演藝經紀公司簽約藝人。曾拍攝許多廣告、網路短片、網路電影。

## 個人生活
現任男友為演員楊孟霖，2023年4月宣布懷孕，同年8月25日長子小楊桃誕生。

## 演出作品

### 電影
| 年份   | 劇名               | 導演    | 合作演員                     | 角色     | 備註  |
| 2016年 | 《消失的愛人》     | 黃真真  | 黎明、王珞丹、林俊傑、楊孟霖 | 少年秋捷 |       |
| 2016年 | 《變異獸》         | 夏天    | 陳奕龍、任瀟楠、張瑀希       | Cici     |       |
| 2017年 | 《中二少俠求愛記》 | 楊昆榮  | 瓜尔佳泽、徐大寶             | 丁小溪   |       |
| 2018年 | 《夢魘效應》       | 史丹·周 | 關楚耀、王真兒               |          |       |
| 2022年 | 《青春換日線》     | 杜榮峰  | 呂晉宇、邱品程、葛丞         | 王珍珍   | [ 1 ] |

### 電視劇
| 年份   | 劇名                           | 導演   | 合作演員               | 角色     | 備註     |
| 2016年 | 《愛我請回頭》                 | 辛建宗 | 鍾瑶、黃尚禾           | 學生     | 客串     |
| 2017年 | 《恐怖高校劇場之直播中二間》   | 林彥廷 | 宋柏緯、巫建和、詹宛儒 | 吳亦恬   |          |
| 2018年 | 《高塔公主》                   | 朱峰   | 孟耿如、莫允雯         | 游碧琪   |          |
| 2021年 | 《無神之地不下雨》             | 洪子鵬 | 曾之喬、林雨葶、李國毅 | 春嬌     | 客串     |
| 2022年 | 《你的婚姻不是你的婚姻－聖筊》 | 徐漢強 | 黃迪揚                 | 大仁女友 | 特別演出 |
| 2024年 | 《都市懼集宵夜指南》           |        | 游安順、胡釋安         |          |          |

### 綜藝節目
| 年份   | 播出頻道         | 節目名稱           | 備註             |
| 2021年 | 台視、三立都會台 | 全明星運動會第二季 | 紅隊成員兼副隊長 |

### 微電影/網路短片/真人實境秀
| 年份          | 頻道                                                | 名稱                                                | 附註                                                              |
| 2015年-2019年 | PopDaily 波波黛莉的異想世界 （页面存档备份，存于）  | 《12星座系列》等多部影片                            |                                                                   |
| 2016年-2020年 | 艾咪拍拍 （页面存档备份，存于）                     | 《當愛消失的時候》、《恐懼過年的九件事》 等多部影片 |                                                                   |
| 2019年-至今   | 晏柔中 RouTube （页面存档备份，存于）               | 《柔式英文大猜謎》、《一字不漏歌唱大挑戰》          | 本人的Youtube頻道                                                 |
| 2020年        | Action Together YouTube 頻道 （页面存档备份，存于） | 《Action Together》                                 | 此為齊心娛樂自製真人秀 擔任「小天使」（助理）、節目企劃、美術道具 |

### 音樂錄影帶
| 年份   | 歌手            | 歌名                                    |
| 2014年 | 林俊逸          | 《很愛妳》 （页面存档备份，存于）       |
| 2016年 | 郭靜            | 《該忘的日子》 （页面存档备份，存于）   |
| 2017年 | 安那            | 《我無法懂得》 （页面存档备份，存于）   |
| 2018年 | 孫八一、 張震岳 | 《愛就别走》                            |
| 2019年 | 許廷鏗          | 《將心比己》 （页面存档备份，存于）     |
| 2025年 | 曾沛慈          | 《下週同樣時間》 （页面存档备份，存于） |

## 主持作品
| 年份   | 頻道             | 節目名稱           | 備註           |
| 2022年 | 台視、衛視中文台 | 全明星觀察中第二季 | 固定班底兼老三 |

## 廣告
- 2012年 亞太電信 - 下午茶篇
- 2012年 KFC 憑發票抽 iPhone5
- 2012年 KFC A咖雙饗餐
- 2013年 麥香奶茶
- 2013年 茶香書香
- 2013年 伊利酸奶 - 音樂篇
- 2013年 KFC咖雙享餐*2014年 統一芥花油
- 2014年 真古龍群俠傳 online
- 2014年 肯德基韓式醬辣炸雞 心動篇
- 2014年 光陽機車RACING 山路篇
- 2014年 伊利酸奶 - 音樂篇
- 2014年 可爾必思 沖繩假期篇
- 2014年 中華電信MOD戲劇199
- 2015年 ASUS zen pad
- 2017年 雲南白藥牙膏
- 2017年 家樂福韓國週
- 2017年 SYM機車《Mio 暖男駕訓班》
- 2017年 爽健美茶 - 意志篇
- 2018年 微軟《Office 365 一直都在》
- 2021年 我的健康日記 夜食酵素＋夜美孅酵素

## 網拍平面
- 2012年 VOUGE X myDress 素人名模生死鬥第三名+網路票選最佳人氣獎
- 2012年 Cherrykoko
- 2012年 myDress
- 2012年 Alice sugar
- 2012年 6001
- 2012年 esani
- 2013年 ms.j
- 2013年 catworld
- 2014年 青創圍巾特約model fisso
- 2014年 ZOWE鞋子

## 外部連結
- 晏柔中 Crystal的Facebook專頁
- 晏柔中Crystal的Instagram帳戶
- YouTube上的晏柔中頻道
- 晏柔中在香港影庫上的簡介